# 海城碘泡虫
海城碘泡虫（学名：Myxobolus haichengensis）为碘泡科碘泡虫属的动物。在中国，分布于辽宁等，营寄生生活，寄生在鳃（棒花鱼）、肾（黄颡鱼）。